# پیام‌رسانی اتوکراین
پیام‌رسانی اتوکراین (به انگلیسی: Autocrine signaling)، شکلی از پیام‌رسانی سلولی است که در آن یک سلول، لیگاند (مانند هورمون، سیتوکین یا فاکتور رشد) ترشح می‌کند و این مولکول به گیرنده‌های موجود روی سطح همان سلول متصل می‌شود. این اتصال موجب فعال‌سازی مسیرهای پیام‌رسانی داخل سلولی شده و منجر به تغییرات عملکردی یا بیان ژن در سلول می‌گردد. این مکانیسم با پیام‌رسانی پاراکراین (تأثیر بر سلول‌های مجاور)، اینتراکراین (تأثیر درون همان سلول بدون ترشح) و پیام‌رسانی اندوکراین (تأثیر از راه دور از طریق جریان خون) متفاوت است.

## مکانیسم
در پیام‌رسانی اتوکراین، سلول مولکول سیگنال‌دهنده (مثل سیتوکین‌ها یا فاکتورهای رشد) را به فضای خارج سلولی ترشح می‌کند. این مولکول‌ها سپس به گیرنده‌های اختصاصی روی غشای همان سلول متصل می‌شوند. اتصال لیگاند به گیرنده، موجب فعال‌سازی آبشاری از واکنش‌های بیوشیمیایی درون سلول می‌شود که ممکن است شامل فسفریلاسیون پروتئین‌ها، فعال‌سازی مسیرهای انتقال سیگنال (مانند MAPK/ERK یا JAK-STAT) و تغییر در بیان ژن‌های هدف باشد. این فرایند اغلب در تنظیم تقسیم سلولی، تمایز، بقا یا آپوپتوز نقش دارد.

## مثال‌ها
- فاکتور رشد اپیدرمی (EGF): برخی سلول‌ها EGF ترشح می‌کنند که به گیرنده‌های EGFR روی خود سلول متصل شده و تکثیر سلولی را تحریک می‌کند.[۳]
- اینترلوکین-۱ (IL-1): در سیستم ایمنی، سلول‌های التهابی IL-1 ترشح می‌کنند که به صورت اتوکراین پاسخ ایمنی را تشدید می‌نماید.
- تستوسترون: در برخی سلول‌های بیضه، تستوسترون به صورت اتوکراین ترشح و جذب می‌شود تا تولید اسپرم را تنظیم کند.

## اهمیت بالینی
اختلال در سیگنال‌دهی اتوکراین با بیماری‌های متعددی مرتبط است:  
- سرطان: بسیاری از سلول‌های سرطانی به دلیل ترشح بیش‌ازحد فاکتورهای رشد اتوکراین (مثل TGF-α)، تقسیم بی‌قاعده را تجربه می‌کنند.[۴]
- بیماری‌های خودایمنی: فعالیت اتوکراین سیتوکین‌ها (مثل اینترفرون-γ) ممکن است موجب حمله سیستم ایمنی به بافت‌های خودی شود.
- فیبروز ریوی: ترشح اتوکراین TGF-β توسط سلول‌های ریوی می‌تواند به تجمع غیرطبیعی ماتریکس خارج سلولی منجر شود.

## مقایسه با سایر انواع پیام‌رسانی
| نوع         | محدوده اثر                | مثال                   |
| ----------- | ------------------------- | ---------------------- |
| اتوکراین    | همان سلول ترشح‌کننده       | سیتوکین‌ها              |
| پاراکراین   | سلول‌های مجاور             | انتقال سیگنال‌های عصبی  |
| اندوکراین   | سلول‌های دورتر از طریق خون | هورمون‌های تیروئیدی     |
| اینتراکراین | درون همان سلول بدون ترشح  | استروئیدهای داخل سلولی |

## تاریخچه
مفهوم پیام‌رسانی اتوکراین نخستین بار در دهه ۱۹۸۰ توسط پژوهشگرانی چون استنلی کوهن و ریتا لوی-مونتالچینی مطرح شد. آن‌ها با مطالعه فاکتورهای رشد عصبی (NGF) دریافتند که برخی سلول‌ها قادرند همزمان به عنوان تولیدکننده و هدف سیگنال عمل کنند.